# (86047) 1999 OY3
(86047) 1999 OY3 — транснептуновый объект, расположенный в поясе Койпера за орбитой Плутона. Он был обнаружен 18 июля 1999 года в обсерватории Мауна-Кеа, Гавайи.

## Группа Хаумеа
(86047) 1999 OY3 является кандидатом в объекты, группы Хаумеа, и вероятно имеет очень высокое альбедо.
Из известных членов группы Хаумеа, 2009 YE7 имеет значение абсолютной величины 6,74, предполагается, что он также член группы Хаумеа.